# Strada statale 200 (Croazia)
La  strada statale 200 (in croato Državna cesta 200; in sigla D200) è una strada statale croata che collega il varco frontaliero con la Slovenia di Sicciole con l'autostrada A9 passando mediante l'abitato di Buie d'Istria.

## Percorso
La strada assume il continuo croato della statale slovena 111 (che collega Capodistria con la Croazia) dopo il varco frontaliero di Sicciole, ad un chilometro a sud dell'aeroporto di Portorose. Inerpicandosi la statale incrocia la rotonda dalla quale nascono la nona autostrada nazionale per numerazione e la statale 510 che conduce al confine di Dragonja.
A questo punto si passa ad oriente di una cava di pietra d'Istria per poi raggiungere il quadrivio di Plovania dalla quale inizia la statale 75 per la costa adriatica e le maggiori località turistiche-balneari della penisola istriana.
Continuando verso sud la statale 200 entra a Buie, curvando verso ovest in direzione della costa per terminare nello svincolo di Buie dell'A9, nel ramo nord-occidentale della cosiddetta ipsilon istriana, continuando come D300 per Umago.